# Nilo Catalano
Nilo Catalano OSBM (* 1647 in Castanea; † 3. Juni 1694 in Dhërmi) war ein albanisch-katholischer Ordensgeistlicher, Apostolischer Vikar in Himara und Titularerzbischof.

## Leben
Catalano, in einer katholischen Familie des lateinischen Ritus geboren, legte seine Mönchsgelübde am 16. März 1669 im griechisch-katholischen Kloster Santa Maria di Grottaferrata ab. Er übersiedelte dann in das Kloster von Mezzojuso (Palermo), wo er als Lektor, Novizenmeister und schließlich Abt wirkte. Nach Tätigkeit als Seelsorger in Messina wurde er 1682 als Apostolischer Visitator für die griechischen Katholiken nach Korsika entstand. 1693 ging er im Auftrag der päpstlichen Kongregation De propaganda fide als Apostolischer Vikar nach Himara mit dem Titel eines Erzbischofs der albanischen Hafenstadt Durrës (Durazzo). Bereits im folgenden Jahr starb er in Dhërmi. Sein Nachfolger wurde Filoteo Zassi.